# Dmitri Yermakov
Dmitri Alexeyevich Yermakov –en ruso, Дмитрий Алексеевич Ермаков– (Moscú, 7 de febrero de 1993) es un deportista ruso que compitió en natación. Ganó una medalla de plata en el Campeonato Europeo de Natación de 2014, en la prueba de 4 × 200 m libre.

## Palmarés internacional
| Campeonato Europeo | Campeonato Europeo | Campeonato Europeo | Campeonato Europeo |
| Año                | Lugar              | Medalla            | Prueba             |
| ------------------ | ------------------ | ------------------ | ------------------ |
| 2014               | Berlín (Alemania)  | Medalla de plata   | 4 × 200 m libre    |